# The Devil's Pass Key
The Devil's Pass Key is een Amerikaanse dramafilm uit 1920 onder regie van Erich von Stroheim. De film is wellicht zoekgeraakt.

## Verhaal
De vrouw van een Amerikaanse toneelauteur in Parijs wordt verleid door een legerofficier. De vrouw is echter zo toegewijd aan haar echtgenoot dat de officier besluit om haar te bevrijden van het schandaal.

## Rolverdeling
| Acteur                                            | Personage           |
| ------------------------------------------------- | ------------------- |
| Sam De Grasse                                     | Warren Goodwright   |
| Una Trevelyn                                      | Grace Goodwright    |
| Clyde Fillmore                                    | Kapitein Rex Strong |
| Maude George                                      | Renée Malot         |
| Leo White                                         | Amadeus Malot       |
| Mae Busch                                         | La Belle Odera      |
| Jack Mathis                                       | Graaf De Trouvere   |
| Ruth King                                         | Yvonne              |
| Albert Edmondson                                  | Alphonse Marior     |
| Edward Reinach Directeur van het Théâtre Français |                     |